# Лаурберг, Юлия
Юлия Расмина Мари Лаурберг (дат. Julie Rasmine Marie Laurberg; 7 сентября 1856, Грено — 29 июня 1925, Орруп) — датский фотограф, которая вместе с Франциской Гад (1873—1921), управляла успешным фотографическим бизнесом в центре Копенгагена.

## Биография
Родившаяся в Грено Юлия Лаурберг обучалась фотографии и живописи под руководством Леопольда Хартманна. Впоследствии продолжила своё образование в Париже и Италии.
В 1895 году Лаурберг открыла свою собственную студию в новом здании «Magasin du Nord» в центре Копенгагена, где работала вместе со своей бывшей ученицей Франциской Гад. С 1907 года, когда Гад стала её официальной партнёршей в бизнесе, студия стала приобретать известность, привлекая состоятельных людей, желавших сделать свои портреты. Одной из самых известных её работ является портрет оперной певицы Маргреты Лендроп, который получил распространение в качестве гравюры на открытке. Члены её предприятия, известного как «Julie L. & Gad», в 1910 году получили статус королевских придворных фотографов.
Архитектурные фотографии Лаурберг также получили высокую оценку, в частности фотографии нового товарного склада и зала в Копенгагенской ратуше. Между 1908 и 1910 годами она также сделала ряд фотографий дворца Кристиана IX в Амалиенборге, многие из которых сохранились в виде больших гравюр.
Лаурберг также активно выступала за права женщин. Она была членом Датского женского общества (дат. Dansk Kvindesamfund), а в 1920 году — одним из основателей Женской жилищной ассоциации (дат. Kvindernes Boligselskab). Лаурберг также поддержала женщин в занятии фотографией, которое в то время становилось популярной профессией для женщин. В её большом фотографическом бизнесе почти все работники были женщинами.